# C/2007 K5
C/2007 K5 (洛弗乔伊)是由澳大利亚天文爱好者特里·洛弗乔伊在2007年5月26日发现的周期彗星。 这是洛弗乔伊独立发现的第二颗彗星。